# Filmåret 1913

## Årets filmer

### A - G
- Amors pilar eller Kärlek i Höga Norden
- Barnet
- The Battle at Elderbush Gulch
- Blodets röst
- De lefvande dödas klubb
- Den moderna suffragetten
- Den svarta familjen (Den sorte familie)
- Den okända
- En pojke i livets strid
- En skärgårdsflickas roman
- Ett offer (Das opfer)
- Falskt alarm
- Filmdrottningen
- Gränsfolken

### H - N
- Hjältetenoren
- Ingeborg Holm
- Ivanhoe
- Kärleken rår
- Lady Marions sommarflirt
- Lappens brud eller Dramat i vildmarken
- Livets konflikter
- Löjen och tårar
- Mannekängen
- Med vapen i hand
- Miraklet
- Nordiska spelen 1913
- När kärleken dödar
- När larmklockan ljuder

### O - U
- På livets ödesvägar
- Ringvall på äventyr
- Skandalen
- Studenten från Prag
- Truls som mobiliserar

### V - Ö
- Vampyren[1]
- Vildkatten (Die Blaue Maus)
- Äktenskapsbyrån

## Födda
- 2 januari – Gunnar Ekström, svensk skådespelare.
- 6 januari – Loretta Young, amerikansk skådespelare.
- 15 januari – Lloyd Bridges, amerikansk skådespelare.
- 30 januari – Sten-Åke Cederhök, revyartist och skådespelare.
- 13 februari
  - Bertil Anderberg, svensk skådespelare.
  - Erik Nordgren, svensk kompositör, arrangör av filmmusik och orkesterledare.
- 16 februari – Tage Holmberg, svensk filmklippare , fotograf, regiassistent och manusförfattare.
- 19 mars – Karl Erik Flens, svensk skådespelare.
- 30 mars – Martin Söderhjelm, svensk skådespelare, regissör, dramaturg och författare.
- 24 april – Paul Esser, tysk skådespelare.
- 5 maj – Tyrone Power, amerikansk skådespelare.
- 6 maj – Stewart Granger, brittisk skådespelare.
- 21 maj – Lars Lennartsson, svensk sångare och skådespelare.
- 23 maj – Folke Mellvig, svensk författare och manusförfattare.
- 26 maj – Karin Ekelund, svensk skådespelare, regissör och sångerska.
- 9 juni – Maud Walter, svensk skådespelare.
- 19 juni – Per Gunvall, svensk regissör och manusförfattare.
- 27 juni – Birgit Eggers, svensk skådespelare.
- 2 augusti – Siri Olson, svensk skådespelare, sångerska och dansös.
- 21 augusti – Stig Bergendorff, svensk skådespelare, författare. regissör, manusförfattare, kompositör och textförfattare.
- 3 september – Alan Ladd, amerikansk skådespelare.
- 7 september – Anthony Quayle, brittisk skådespelare.
- 14 september – Annalisa Ericson, svensk skådespelare, dansös och revyartist.
- 18 september – Erik Blomberg, finländsk filmregissör, skådespelare, manusförfattare och filmfotograf.
- 19 september – Frances Farmer, amerikansk skådespelare.
- 22 september – Ingrid Borthen, svensk skådespelare.
- 23 september – Arne Källerud, svensk skådespelare.
- 29 september – Trevor Howard, brittisk skådespelare.
- 4 oktober – Wiange Törnkvist, svensk skådespelare.
- 24 oktober – Marie-Louise Sorbon, svensk skådespelare.
- 1 november – Åke Engfeldt, svensk skådespelare.
- 2 november
  - Lillie Björnstrand, svensk skådespelare och författare.
  - Burt Lancaster, amerikansk cirkusakrobat och skådespelare.
- 5 november – Vivien Leigh, brittisk skådespelare.
- 11 november – Sonja Wigert, norsk-svensk skådespelare.
- 14 november – Vera Nilsson, svensk skådespelare.
- 16 november – Gunn Wållgren, svensk skådespelare.
- 10 december – Gösta Folke, svensk regissör, skådespelare och teaterchef.
- 24 november – Geraldine Fitzgerald, amerikansk skådespelare.
- 25 december – Arvid Nilssen, norsk skådespelare.

## Avlidna
- 14 februari – Frank Richardson, 20 eller 21, amerikansk skådespelare.
- 15 februari – Florence Barker, 21, amerikansk skådespelerska.
- 15 mars – John R. Cumpson, 46, amerikansk skådespelare.
- 3 augusti – Joseph Graybill, 26, amerikansk skådespelare.

### Webbkällor
- Svensk Filmdatabas – Filmer med premiär 1913

### Fotnoter
1. ↑  IMDB, läst 29 februari 2012